# جیزلی مونتیرو
جیزلی مونتیرو (به انگلیسی: Giselli Monteiro) (زاده ۱۶ نوامبر ۱۹۸۸) مدل، بازیگر برزیلی است.
از فیلم‌هایی که وی در آن نقش داشته است می‌توان به عشق امروزی و همیشه گاهی گاهی اشاره کرد.